# Monte Zigomarro

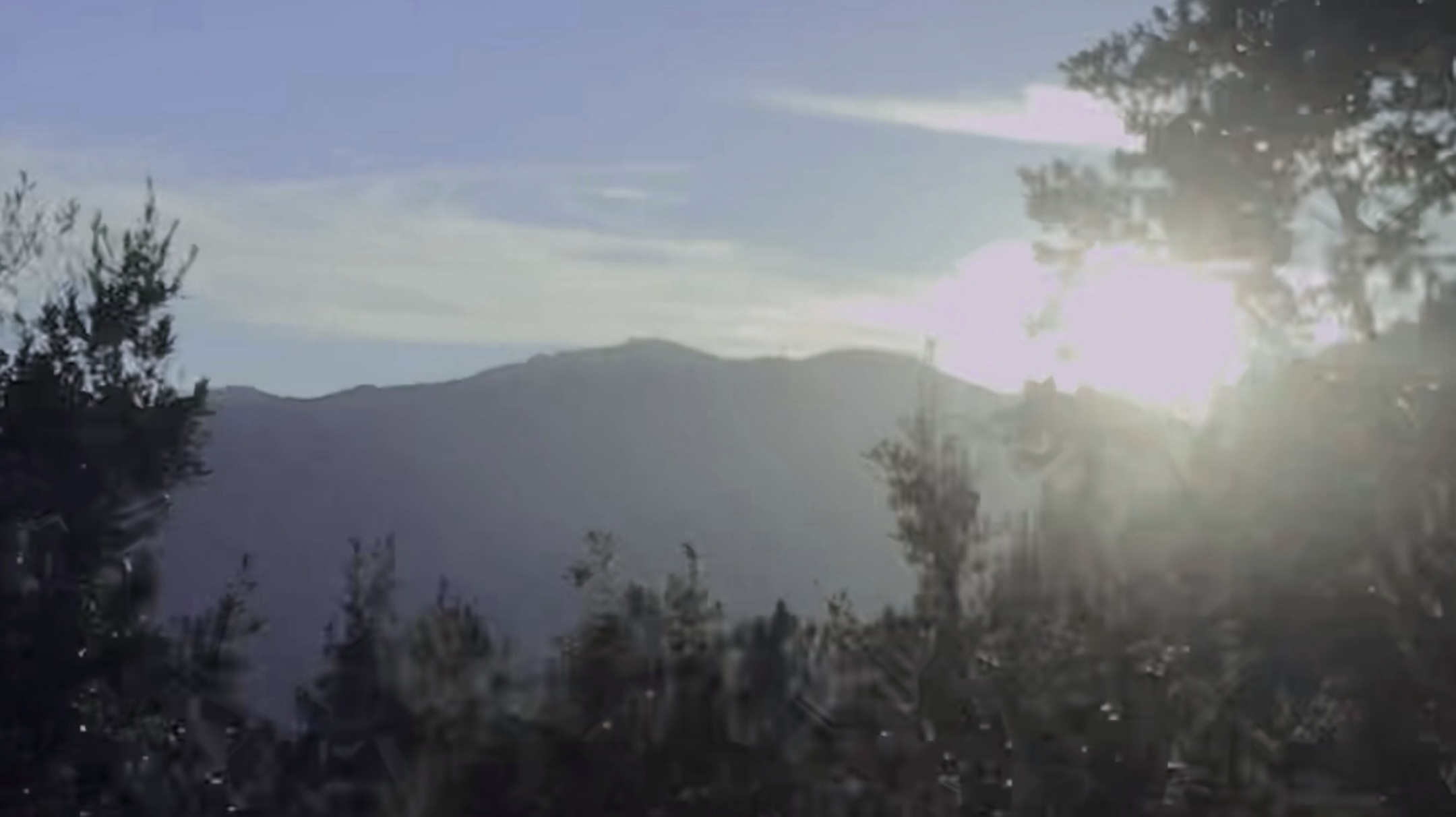
Lo Zigomarro visto da Fantino

Il Monte Zigomarro, detto anche Monte Zingomarro, Monte "Zigumarru"è un monte della Sila alto 1506 m s.l.m., interamente ricadente nel comune di San Giovanni in Fiore e nel Parco Nazionale della Sila.
Sulla sua sommità vi è stata posizionata una croce e da questo punto si domina un paesaggio mozzafiato con il lago Ampollino ai piedi e i monti della Sila crotonese e catanzarese sullo sfondo. Nelle giornate terse è ben ammirabile il mar Ionio.

## Flora

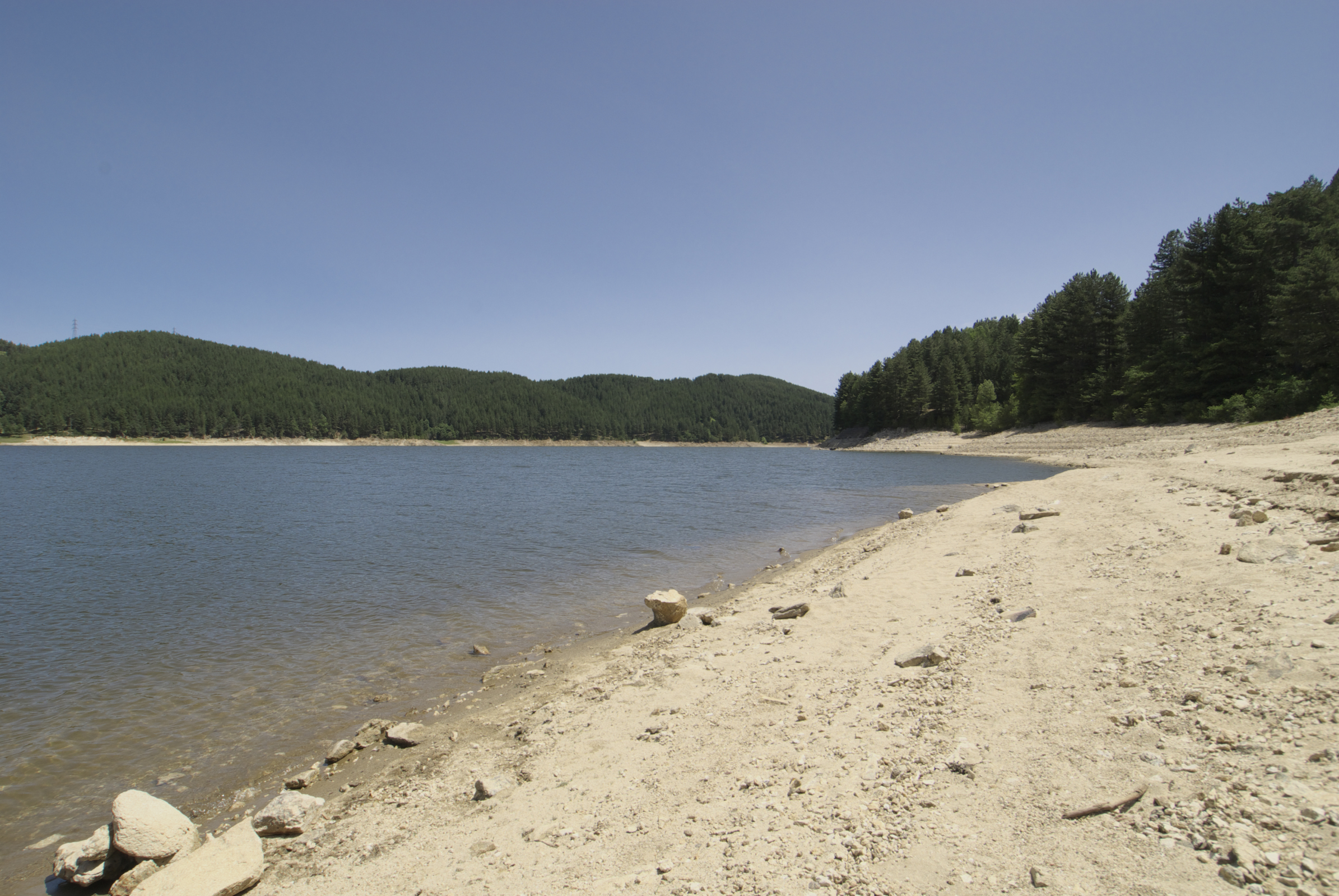
Il Monte Zigomarro visto dalle rive del Lago Ampollino. È la montagna più a sinistra.

La flora è tipicamente Silana con un'estesa foresta di pini larici che copre l'intera montagna. Alcuni decenni fa un incendio distrusse buona parte della pineta specie nella parte sommitale oggi nuovamente imboschita grazie all'opera di madre natura.

## Fauna
La fauna è anch'essa tipicamente silana: corridoio tra la Sila grande e la Sila piccola specie per gli ungulati, la zona è popolata da diverse specie di uccelli e roditori, tra cui gli scoiattoli meridionali sono sicuramente i più appariscenti.

## Caratteristiche
Lo Zigomarro è uno dei monti di maggior spicco visibile nelle prossimità del Lago Ampollino. Presenta una forma conica, somigliante a quella di un vulcano.

## Galleria d’immagini

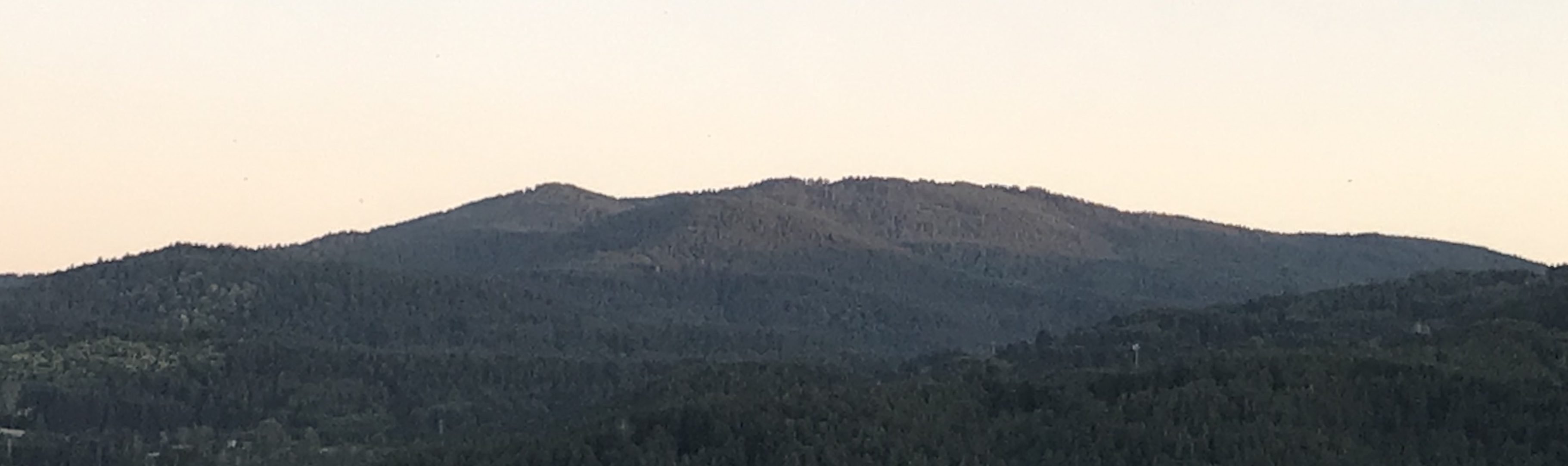
Lo Zigomarro d’estate
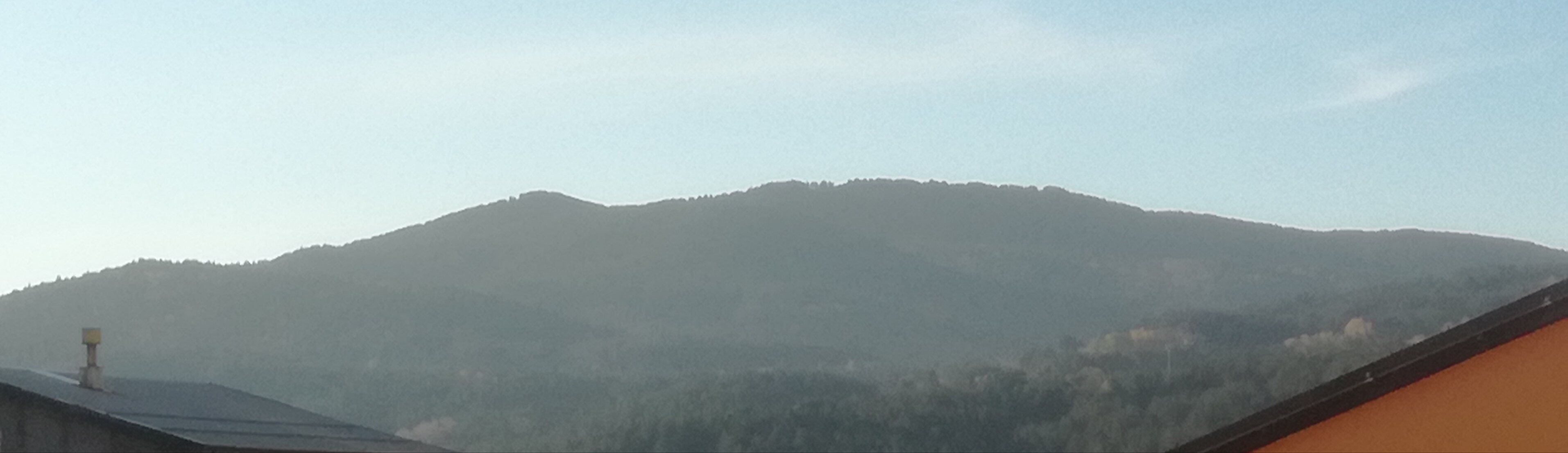
Lo Zigomarro d’autunno
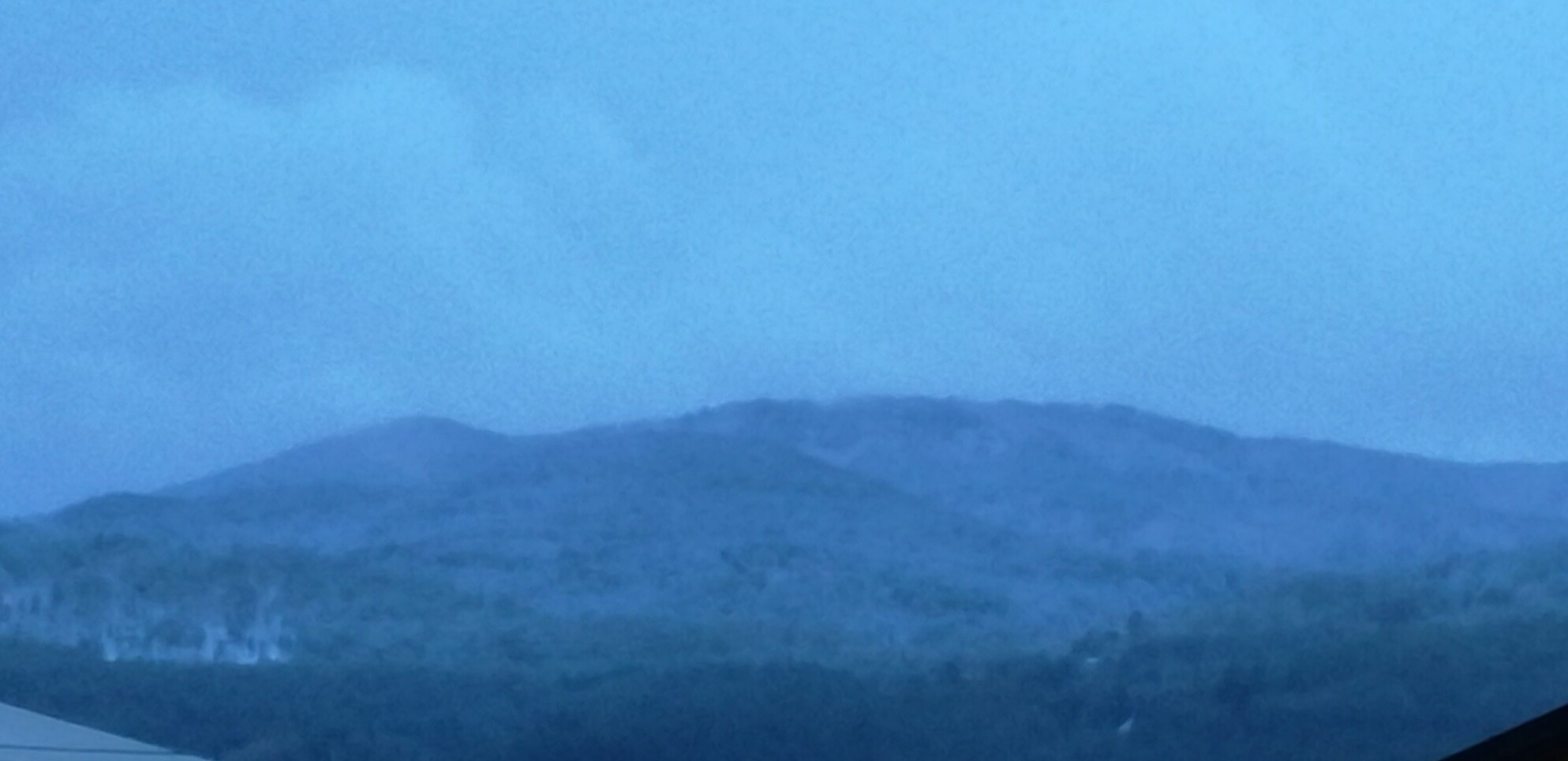
Lo Zigomarro d’inverno.